# Вилхелм Месершмит
Вилхелм Емил Месершмит (на немски: Wilhelm Emil Messerschmitt) е германски авиоконструктор и производител на самолети. Неговата най-известна работа е проектирането на самолета Messerschmitt Bf 109, работата над който е завършена през 1934 г., с участието на Валтер Ретел. Този изтребител става флагман на немската военна авиация Луфтвафе по време на Втората световна война.
Месершмит стои зад разработката на първите реактивни самолети. Разработеният от неговата фирма турбореактивен изтребител и бомбардировач Messerschmitt Me 262 става през 1944 г. първият в света сериен реактивен самолет, и първият в света реактивен самолет, участвал в бойни действия. Освен това, изтребителят-прехващач с ракетен двигател с течно гориво Me.163 през 1941 г. за пръв път в света преминава границата от 1000 km/h.

## Биография
Вилхелм Месершмит е син на търговец на вино. След смъртта на баща му негов настойник става американският художник и преподавател в Мюнхенската академия по изкуствата, професор Карл фон Мар. След завършване на училище, във връзка с началото на Първата световна война, Вили е призован на военна служба. След войната, до 1923 г., той изучава технически дисциплини. Още тогава той регистрира фирмата Messerschmitt Flugzeugbau GmbH.
След Втората световна война Месершмит е осъден за използване на робски труд, а през 1948 г. е признат за виновен за сътрудничество с нацисткия режим. След като прекарва две години в затвора, той е освободен и възобновява длъжността си като глава на своята компания.
Тъй като на Германия е било забранено да произвежда самолети до 1955 г., той организира компания за производство на сглобяеми къщи, шевни машини и малолитражни автомобили. Използвайки свои стари проекти, той разработва реактивния Hispano HA-200 за испанската Hispano Aviación през 1952 г., преди да реши да се върне към производството на самолети в Германия. Фирмата Messerschmitt AG получава лиценз за производство на Fiat G.91, а след това – на Lockheed F-104 Starfighter за западногерманската военна авиация. По-късно, през 60-те години Месершмит разработва Helwan HA-300, лек свръхзвуков прехващач за египетските военновъздушни сили. Това е неговата последна конструкторска разработка на самолет.
През 1968 г. Месершмит присъединява компанията си отначало към Bölkow, а след това я слива с Hamburger Flugzeugbau през 1969 г., в резултат на което се появява MBB (Messerschmitt-Bölkow-Blohm, която днес е част от EADS) с Месершмит като председател до 1970 г., до неговото излизане в оставка.
Месершмит умира след осем години, на 15 септември 1978 г. в мюнхенска болница при неясни обстоятелства.